# Trio Nordestino
O Trio Nordestino é um trio de forró iniciado em 1958 em Salvador, na Bahia.

## Outras bandas com o mesmo nome
O Trio Nordestino que conhecemos é composto por Lindú, Coroné e Cobrinha.
O primeiro grupo que usou o nome "Trio Nordestino" foi Neném (Dominguinhos), Miudinho (João Batista de Lima Filho) e Zito Borborema. O nome foi dado por Helena, esposa de Luiz, em 1957. Eles acompanhavam Luiz Gonzaga em seus shows, mas o grupo durou muito pouco tempo, não gravou músicas e se desfez quando Dominguinhos e de Zito Borborema começaram carreira solo.
Outro trio com esse mesmo nome foi formado por João Xavier, Heleno Luiz e Toninho do Acordeon, que viria a ser sogro de Oswaldinho do Acordeon. Eles hoje são conhecidos hoje como Trio Nordestino Alagoano. Houve uma disputa judicial pelo nome e Marinês, Dominguinhos e Luiz Gonzaga testemunharam a favor de Lindú, Coroné e Cobrinha e o juiz deu ganho de causa a eles.

## História
O Trio Nordestino original foi formado no início de 1958 por Lindú (voz e sanfona), Coroné (zabumba) e Cobrinha (triângulo). Fazendo o circuito de casas noturnas de Salvador, quando estavam trabalhando para a boate Clock, conheceram o recém-contratado Gordurinha, músico e compositor que iria abrir as portas do Rio de Janeiro. Com a promessa de gravar um disco, Gordurinha levou-os à Odeon Records e à RCA Victor, em que não tiveram oportunidade. Numa nova tentativa, desta vez na Discos Copacabana, passaram no teste dirigido por Nazareno de Brito. Contratados, gravariam em dez dias um Long-Play e Tape com 12 músicas.
Em busca do sucesso, o Trio resolveu tentar uma participação no famoso programa O Trabalhador Se Diverte, da Rádio Mayrink Veiga, comandado por Raimundo Nobre. Ao chegarem no auditório do programa, encontram Luiz Gonzaga e imediatamente lhe pedem para que mostre o caminho das pedras no Rio de Janeiro. Gonzagão se recusa a dar ajuda e continua a ensaiar. Frustrados com o ídolo, apelam para Raimundo que, depois da insistência de Gordurinha, concordou com a apresentação de apenas uma música, "Carta a Maceió", sucesso instantâneo entre o público do auditório, que aplaudia com fervor pedindo bis. A partir daí tudo mudou; Raimundo pediu à Ângela Maria, a atração seguinte, que cedesse para o Trio Nordestino cinco dos seus dez minutos de apresentação. Ela, que tinha adorado "Carta a Maceió", aceitou o pedido e transformou-se na madrinha do Trio, que pôde apresentar mais dois números. Isso garantiu um contrato com a rádio para se apresentarem em programas ao lado da própria Ângela e de artistas como Luiz Gonzaga e Nelson Gonçalves.
Com o sucesso da canção e de "Chupando gelo", presentes no primeiro disco, o Trio passou a gravar um LP por ano, lançando vários sucessos. Famosos, partiram para o Nordeste junto com Luiz Gonzaga por 75 dias, para fazer a propaganda de uma marca de cachaça. Foi nessa ocasião que, jantando no Recife, Gonzagão relembrou o pedido de ajuda feito pelo Trio no auditório da Rádio Mayrink e disse: Se eu tivesse ajudado, vocês teriam se acomodado e hoje não teriam alcançado a marca de vendas que ultrapassa a minha. Desde então Gonzagão passou a ajudá-los e uma longa amizade foi selada. Depois de 11 obras na Copacabana Discos, migraram para a CBS em 1967. Em 1969, Lindú sofreu um acidente de carro que requeria mais de um ano de tratamento. Mesmo assim, a nova gravadora resolveu dar continuidade ao trabalho, levando o sanfoneiro de ambulância para os estúdios de gravação. Em 1970 saiu o disco com a música "Procurando tu", de Antônio Barros, que se transformou no maior sucesso do Trio Nordestino, alavancando mais de 1 milhão de cópias vendidas e levando-os das paradas sertanejas para as rádios dos mais diversos segmentos em todo o país. O sucesso nacional levou o Trio a permanecer no primeiro lugar do programa Sílvio Santos, na TV, durante 90 dias e a receber da CBS o troféu Chico Viola pelo segundo lugar na vendagem de discos de 1970. O primeiro lugar foi de Roberto Carlos.
O sucesso continuou durante toda a década e trouxe Luiz Gonzaga e o forró de volta às principais rádios. Ainda foram responsáveis pelo enriquecimento do ritmo, introduzindo no forró de raiz (zabumba, triângulo, sanfona) uma segunda sanfona e a bateria. Em 1982, já de volta à Copacabana Discos, Lindú morre devido a uma insuficiência renal. Decididos a continuar com o forró, em nome de um pacto feito quando tinham acabado de formar o Trio Nordestino, Coroné e Cobrinha encontram em Genaro o substituto para o sanfoneiro. Assim atravessaram a década de 80, até a saída de Genaro, no início dos anos 90, sendo substituído por Beto Souza, afilhado de Lindú. Em 1994, o Trio Nordestino sofreu outra baixa. Dessa vez, um câncer de intestino levou Cobrinha e seu triângulo. Deprimido, Coroné quase abandona a zabumba. Porém, um sonho e a lembrança do pacto feito há mais de 30 anos em nome do forró, o manteve na estrada. O substituto de Cobrinha foi encontrado em Luís Mário, que outrora era adepto do rock, mas que herdou a voz e o talento do pai, Lindú, e se bandeou de vez para o forró.
Pouco tempo depois, em 2000, confirmando a profecia de Gonzagão quando estava perto da morte, o forró voltou a ser sucesso nacional, alavancado por Gilberto Gil e os hits da trilha sonora do filme Eu, Tu, Eles e com o surgimento de grupos novos como o Falamansa e o Forróçacana. Isso permitiu que o Trio Nordestino voltasse às paradas com sua nova formação, prestigiada por um público renovado e jovem. Levados pela nova onda, foram quatro vezes à Europa, onde fizeram concorridos shows em Paris, no famoso restaurante Favela Chic, e em Londres, por intermédio do Bar do Luiz, frequentado pela colônia brasileira.
Em 2017, o álbum Trio Nordestino Canta o Nordeste foi indicado ao Grammy Latino de 2017 de Melhor Álbum de Raizes Brasileiras.

## Integrantes

### Formação original
- Lindú - voz e sanfona
- Coroné - zabumba
- Cobrinha - triângulo

### Formação atual
- Luís Mário - triângulo e voz
- Beto Souza - sanfona
- Coroneto - zabumba

## Discografia
- 1963 - Trio Nordestino (Chupando Gelo)
- 1964 - Pau-de-Arara é a Vovózinha
- 1965 - Aqui Mora o Xaxado
- 1966 - O Troféu é Nosso
- 1966 - Prece ao meu Sertão
- 1967 - Vamos Xamegá
- 1968 - É Forró que Vamos Ter
- 1969 - Nós Estamos na Praça
- 1970 - No Meio das Meninas
- 1971 - Ninguém Pode com Você
- 1972 - Renovação
- 1973 - Primeiro e Único
- 1974 - Trio Nordestino (Chililique)
- 1975 - Forró Pesado
- 1976 - O Alegríssimo Trio Nordestino
- 1977 - Estamos Aí para Balançar
- 1978 - Os Rouxinhos da Bahia
- 1979 - Trio Nordestino e o Homem de Saia
- 1980 - Corte o Bolo
- 1981 - Ô Bicho
- 1982 - Dia de Festejo
- 1983 - Amor para Dar
- 1984 - Com Amor e Carinho
- 1985 - Forró de Cima a Baixo
- 1986 - Forró Temperado
- 1987 - Forró de Categoria
- 1988 - Na Intimidade do Trio Nordestino
- 1989 - Festa do Povão
- 1990 - Trio Nordestino Somos Nós
- 1991 - Vale a Pena Ouvir de Novo, vol. 1
- 1994 - Vale a Pena Ouvir de Novo, vol. 2
- 1997 - Xodó do Brasil
- 1999 - Nós Tudo Junto
- 2001 - Balanço Bom
- 2003 - Baú do Trio Nordestino
- 2004 - Baú do Trio Nordestino, vol. 2
- 2006 - Meu Eterno Xodó
- 2007 - Nova Geração
- 2008 - 50 Anos
- 2009 - O Povo Quer Forró
- 2011 - Tá Ligado Doido
- 2012 - A Bahia do Trio
- 2014 - Trio Nordestino
- 2017 - Canta o Nordeste